# زيلبور أنغولي
زيلبور أنغولي (الاسم العلمي:Xyleborus angolensis) هو نوع من الحشرات يتبع جنس الزيلبور من فصيلة السوسية الحقيقية.